# Hedi Leuenberger-Köhli
Hedi Leuenberger-Köhli (* 2. August 1907 in Zürich; † 24. Juni 1997 ebenda; heimatberechtigt in Basel und Ursenbach) war eine Schweizer Gewerkschafterin und Frauenrechtlerin.

## Leben
Hedi Köhli war die Tochter des Versicherungsbeamten Ernst Eduard Köhli und der Barbara Selina geborene Nötzli. Sie besuchte die Handelsschule und absolvierte Sprachaufenthalte. Nach ihrer Ausbildung leistete Köhli Sekretariats- und Redaktionsarbeit. Unter anderem war sie Redaktorin der Frauenseite des Volksrechts. Im Jahr 1933 wurde Köhli Mitglied der Gewerkschaft Verkauf Handel Transport Lebensmittel (VHTL). Neun Jahre später wurde sie zweite Ehefrau des Zentralsekretärs Hermann Leuenberger (1901–1975), der 1941 auch die Präsidentschaft übernommen hatte.
Leuenberger-Köhli gründete mit anderen Gewerkschafterinnen 1947 die Frauenkommission des VHTL. Sie übernahm bis 1957 deren Sekretariat und war bis 1962 Mitglied. Von 1953 bis 1966 war sie zudem Präsidentin der SP Frauen. Zur Vizepräsidentin des Organisationskomitees der Schweizerischen Ausstellung für Frauenarbeit (SAFFA) wurde sie 1958 ernannt, danach übernahm Leuenberger-Köhli die Präsidentschaft der SAFFA-Stiftung, wie auch die der «Abteilung Verkaufspersonal» an der Gewerbeschule Zürich.
Leuenberger-Köhli war Präsidentin der Studienkommission für die Einführung des Frauenstimm- und Wahlrechts sowie Mitglied der Schweizerischen Radio- und Fernsehgesellschaft (SRG SSR).
Hedi Leuenberger-Köhli starb am 24. Juni 1997 in ihrer Heimatstadt Zürich.

## Belege
1. ↑  Markus Bürgi: Hermann Leuenberger. In: Historisches Lexikon der Schweiz. (abgerufen am 25. Februar 2022)

| Personendaten    | Personendaten                                   |
| ---------------- | ----------------------------------------------- |
| NAME             | Leuenberger-Köhli, Hedi                         |
| ALTERNATIVNAMEN  | Köhli, Hedi (Geburtsname)                       |
| KURZBESCHREIBUNG | Schweizer Gewerkschafterin und Frauenrechtlerin |
| GEBURTSDATUM     | 2. August 1907                                  |
| GEBURTSORT       | Zürich, Schweiz                                 |
| STERBEDATUM      | 24. Juni 1997                                   |
| STERBEORT        | Zürich, Schweiz                                 |